# Abraham Medelberg
Abraham Medelberg, född 20 oktober 1736, död 22 december 1807, var en svensk violinist vid Kungliga hovkapellet.

## Biografi
Abraham Medelberg var organist i Finska församlingen och klockspelare i Tyska kyrkan, Tyska S:ta Gertruds församling. Medelberg anställdes på 1770-talet som violinist vid Kungliga hovkapellet i Stockholm och slutade 1784. Han var gift med Margareta Christina Werner (1741–1808). Medelberg avled 22 december 1807.